# مجموعة زالا الجوية
مجموعة زالا الجوية (بالإنجليزية: ZALA Aero Group)‏ (وتسمى أيضًا A-Level Aerosystems ) هي شركة روسية متخصصة في تطوير الطائرات دون طيار (UAV)، وتقع في إيجيفسك الروسية. قدمت شركة زالا أيرو أنظمة الطائرات بدون طيار للعديد من قطاعات الحكومة الروسية، بما في ذلك وزارة الدفاع، كما فازت بعقود لتزويد الدول الأجنبية بطائرات بدون طيار. تشمل مشاريع التصميم والإنتاج الداخلية للشركة مجموعة متنوعة من الأنظمة المتعلقة بتصميم وتصنيع وتشغيل الطائرات بدون طيار، بما في ذلك الطيارين الآليين وهياكل الطائرات والمنجنيقات الميكانيكية والهوائية والقاذفات والحمولات وتقنيات الاتصالات. زالا أيرو هي الشركة الروسية الوحيدة التي تنتج طائرات هليكوبتر بدون طيار، أنظمة الحرب الإلكترونية المحمولة المضادة للطائرات بدون طيار وطائرة VTOL بدون طيار.

## الشركة
الشركة هي شركة تابعة لشركة كلاشينكوف كونسيرن.

## المنتجات
زالا 421-06 ‏ هي طائرة هليكوبتر بدون طيار.
زالا 421-08 ‏ وزالا 421-12 ‏ هي طائرات بدون طيار تقليدية.
زالا 421-16E5G هي طائرة بدون طيار مجهزة بمحرك هجين يجمع بين محرك كهربائي ومحرك احتراق داخلي. يستخدم الجيش الروسي في أوكرانيا طراز الطائرات بدون طيار. أسقط الجيش الأوكراني إحداها في 25 أبريل 2023 واستعيدت بعد يومين في حقل ألغام. 
زالا 421-24 هي أول طائرة كوادكوبتر روسية تزعم الشركة أنها منيعة ضد أنظمة الحرب الإلكترونية.
كوب بلا هي طائرة بدون طيار عسكرية يمكنها التحليق فوق منطقة قتالية لفترة طويلة ويُزعم أنها تحدد الأهداف باستخدام الذكاء الاصطناعي. لديها أحنحة بطول 1.2 م (3 قدم 11 بوصة). تُطلق من قاذفة محمولة. تصل سرعتها القصوى إلى 130 كم/س (81 ميل/س)، والتي يمكن أن تحافظ عليها لمدة 30 دقيقة. تصطدم بهدفها وتُفجر مادة متفجرة بوزن 3 كـغ (6.6 رطل). اجتاز المجمع المزود بذخيرة التسكع "كوب بلا" بنجاح اختبارات الحالة وأوصى الجيش الروسي باعتماده في نهاية عام 2021.
زالا لانسيت هو تطوير إضافي لـ كوب بلا. يتكون من نسختين: لانسيت 3 الكبرى وأخرى لانسيت 1 الصغرى.

## التاريخ
أسس ألكسندر زاخاروف زالا أيرو في عام 2003، وذهب إنتاجها الأول من الطائرات بدون طيار إلى وزارة الشؤون الداخلية الروسية في عام 2006. بالإضافة إلى توفير الطائرات للأغراض الدفاعية والعسكرية، تُسوق الشركة منتجاتها لقطاع الطاقة، وقد تعاقدت مع شركة غازبروم لتوفير طائرات بدون طيار لمراقبة أكثر من 2000 كيلومتر من شبكة خطوط أنابيب الشركة. عملت زالا أيرو مع قسم أنظمة الفضاء ‏ في غازبروم لاستخدام الطائرات بدون طيار لنقل الفيديو في الوقت الفعلي عبر القنوات الفضائية .
في عام 2008، أكملت زالا 421-06 و زالا 421-08 اختبار الطيران ودخلت الخدمة التشغيلية. اختبرت الطائرة على متن كاسحة الجليد، بالمشاركة في الاستطلاع لمساعدة عمل السفينة. اعتبارًا من عام 2021، استخدم العلماء في القطب الجنوبي زالا 421-08. في عام 2009، توصلت زالا أيرو إلى اتفاق مع وزارة الشؤون الداخلية في تركمانستان لتزويد البلاد بنظام الطائرات دون طيار زالا 421-12.

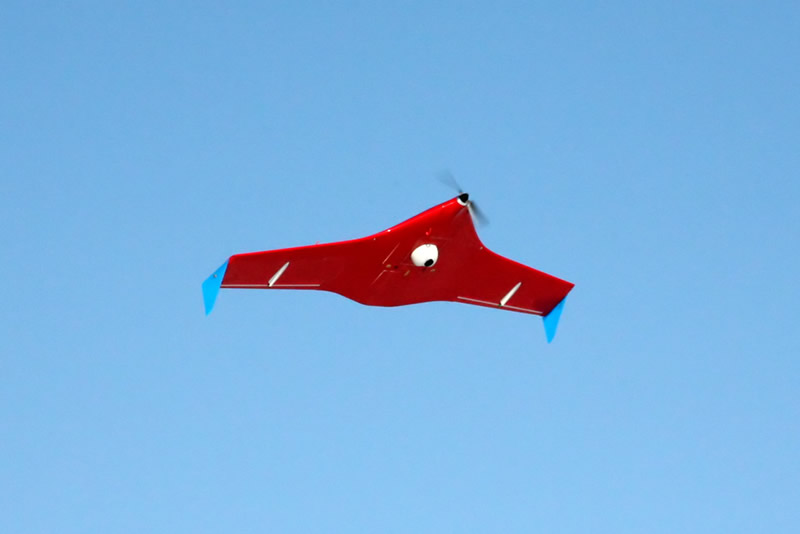
طائرة بدون طيار زالا 421-12

اعتبارًا من عام 2019، قامت روسيا بتشغيل أكثر من ألف طائرة بدون طيار من طراز زالا. في عام 2019، طورت زالا أيرو نظامًا للكشف عن الطائرات دون طيار الذي يستخدم تقنية الذكاء الاصطناعي (AI) للتعرف على الأشياء.
في عام 2021، أطلقت زالا أيرو في الإنتاج التسلسلي زالا 421-16E5G وطورت زالا 421-24.
في نوفمبر 2021، وقعت "مجموعة زالا أيرو" عقدًا مع "لاتام للطائرات دون طيار" البانامية لتوريد سبعة أنظمة بدون طيار في 2022-23 في ثمانية أسواق محلية لـ "لاتام للطائرات دون طيار". ستساعد الشركة في بناء مركز تدريب للطائرات بدون طيار بالإضافة إلى إعداد العمليات المحلية والمتخصصين التقنيين الآخرين.
عرضت الطائرة دون طيار كوب بلا في عام 2019. في مارس 2022، ورد أنها استعملت في الحرب الروسية الأوكرانية.

## روابط خارجية
- موقع الشركة